# Jan Rerutko
Jan Kanty Włodzimierz Antoni Rerutko ps. „Drzazga” (ur. 24 lipca 1918, zm. 6 listopada 1943) – podporucznik piechoty Wojska Polskiego i Związku Walki Zbrojnej–Armii Krajowej.

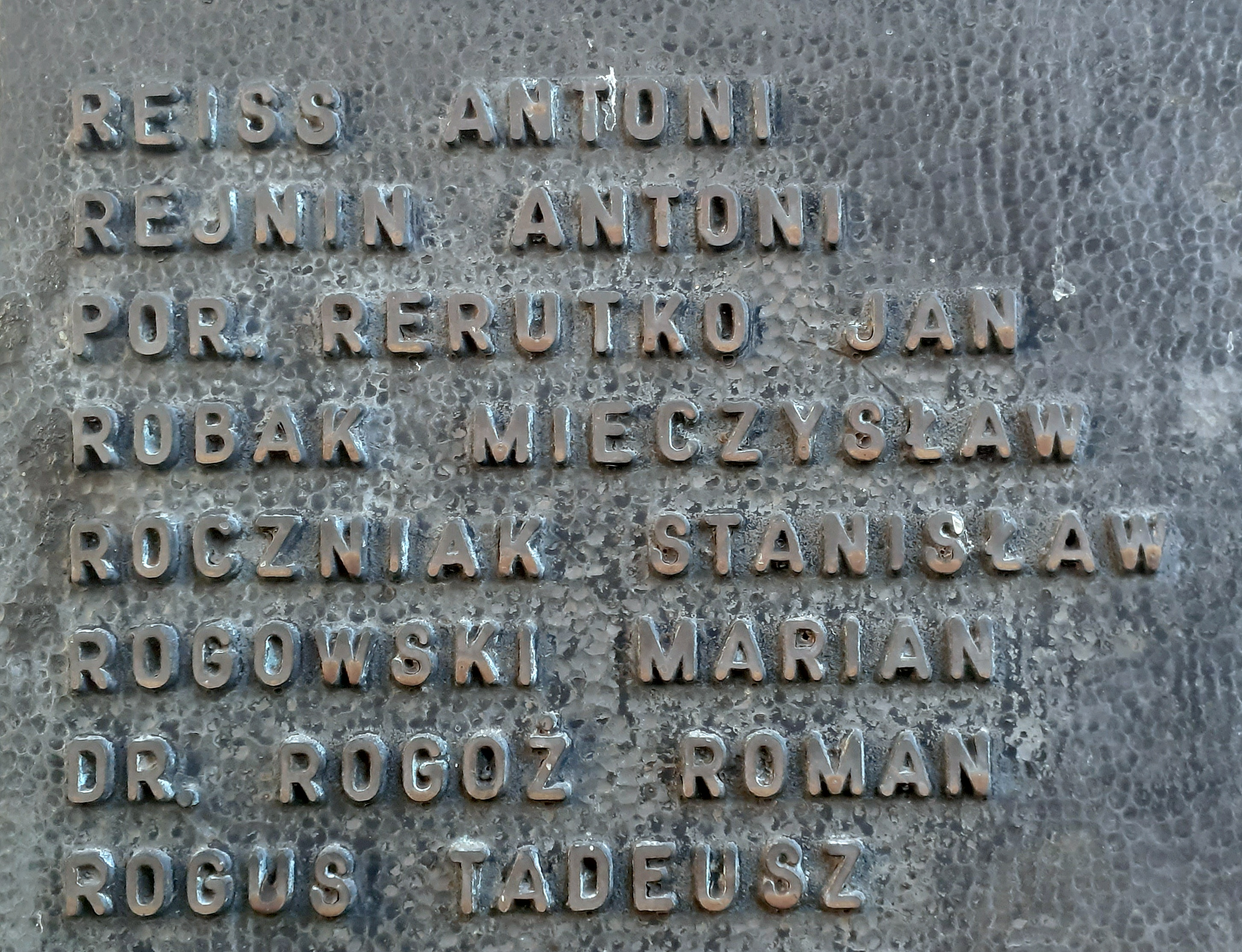
Upamiętnienie na Mauzoleum w Sanoku

## Życiorys
Urodził się 24 lipca 1918. Pochodził z Krakowa. Na stopień podporucznika został mianowany ze starszeństwem z 1 października 1938 i 226. lokatą w korpusie oficerów piechoty. W marcu 1939 pełnił służbę w 80 pułku piechoty w Słonimie na stanowisku dowódcy plutonu w 1. kompanii strzeleckiej.
Po wybuchu II wojny światowej w 1939 i nastaniu okupacji niemieckiej zaangażował się w działalność konspiracyjną, przyjmując pseudonim „Drzazga”. Od 1940 do 1942 był zatrudniony jako gajowy u boku leśniczego w Kalnicy, Jana Marciaka, prowadzącego tamże punkt kontaktowy na tej trasie. W tym czasie działał w służbie kurierskiej i przy organizowaniu tras kurierskich z ziemi polskiej na Węgry. Pełnił funkcję zastępcy szefa łączności trasy kurierskiej pod kryptonimem „Bronisława”, Aleksandra Rybickiego ps. „Jacek”. W tym czasie często przebywał w Sanoku, na punkcie kontaktowym w domu u zatrudnionego w miejscowym Stadtverwaltung działacza konspiracji Arnolda Andrunika. W tym mieście 20 sierpnia 1941 zostali aresztowani przez Niemców członkowie konspiracji: Kazimierz Andrunik ps. „Rybak” (w jego mieszkaniu przy ul. Sanowej 6), Władysław Łykowski ps. „Olcha” i Jan Rerutko ps. „Drzazga”, który jako jedyny z nich został następnie zwolniony z uwagi na swoje miejsce pracy. Pod koniec września 1941 podczas przejścia trasą kurierską „Las” został aresztowany wraz z kurierką Marią Szerocką ps. „Mucha” i młodym przewodnikiem „Jankiem” w lesie nieopodal Stariny (niefortunnie trafili na polowanie urządzone przez węgierskiego komendanta straży granicznej, podczas którego w łowieckiej nagonce brało udział około 60 funkcjonariuszy tej służby). Wraz z zatrzymanymi trafił do aresztu posterunku ukraińskiej policji w Cisnej, skąd zdołał uciec. Następnie powiadomił przełożonych o zatrzymaniu ww. kurierki, w listopadzie 1941 wspomagał „Jacka” w uwolnieniu jej ze szpitala w Sanoku, a pięć dni później ubezpieczał transport kurierki poza Sanok. W 1942 kontynuował działalność kurierską, m.in. przechodząc przez punkt kontaktowy w Krakowie i kontaktując się ponownie z Arnoldem Andrunikiem, przebywającym wówczas w tym mieście.
W sierpniu 1943 objął po Henryku Cybulskim oddział polskiej samoobrony na Wołyniu, po czym był dowódcą tegoż, nazwanego „Krwawa Łuna” i działającego w powiecie łuckim (Obwód Łuck AK) w strukturze Inspektoratu AK Łuck. W połowie sierpnia 1942 został skierowany do obrony Przebraża. Jego oddział liczył 107 ludzi. Nie zgodził się na podporządkować sowietom mimo nakłaniania przez nich i zaoferowania „nagrody”. Ze swoim adiutantem został zaproszony na spotkanie przez komendanta sowieckiego oddziału partyzanckiego, ps. „Bohun” celem uzgodnienia wspólnej akcji przeciw Niemcom. 6 listopada 1943 został zamordowany w okolicach Hermanówki, a ciało jego i kilku polskich żołnierzy odnaleziono potem w miejscu, w którym przebywał wcześniej ww. oddział sowieckich partyzantów.

## Upamiętnienie
W 1962 Jan Rerutko został upamiętniony wśród innych osób wymienionych na jednej z tablic Mauzoleum Ofiar II Wojny Światowej na obecnym Cmentarzu Centralnym w Sanoku.